# Уробути, Гэн
Гэн Уробути (яп. 虚淵 玄 Уробути Гэн) — японский сценарист. Создатель визуального романа Saya no Uta и ранобэ Fate/Zero, сценарист аниме Mahou Shoujo Madoka Magica и Psycho-Pass, а также многих других известных работ. Является одним из основателей компании Nitroplus.
Одна из его самых популярных работ, Mahou Shoujo Madoka Magica, удостоилась наград Tokyo Anime Award и Newtype, а фильм-продолжение Rebellion вошёл в лонг-лист 86-й премии «Оскар». Фильм Psycho-Pass удостоился премии Newtype anime awards в 2015 году.

## Биография
Уробути — выпускник университета Вако. На работу в качестве сценариста его вдохновили VN от Leaf. После этого он начал работать с Nitroplus и в 2000 году написал дебютное произведение — визуальный роман Phantom of Inferno. Позже он начал писать сценарии и к аниме, отметив, что это подходит ему больше, потому что создание сценария для аниме не требует написания дополнительных текстов, которые могут быть нужны для удовлетворения игроков. Первыми аниме, над которыми он работал, были «Блассрейтер», экранизация Phantom of Inferno и прославившая его Mahou Shoujo Madoka Magica.

## Стиль автора
Работы Гэна Уробути содержат большое количество кровавых сцен, смертей персонажей и трагических поворотов сюжета, за что от фанатов и критиков он получил прозвище «Urobutcher» (от англ. «butcher» — мясник). Так, именно он настоял на смерти одного из персонажей в «Девочке-волшебнице Мадоке», хотя режиссёр Акиюки Симбо предлагал сохранить ей жизнь. Говоря о смертях персонажей в его работах, Уробути отмечал, что он не чувствует, что он «убивает» каких-либо персонажей, и не хочет никого из них «спасать» — просто не всем персонажам суждено прожить долгую жизнь, как и людям, что не лишает их существование смысла. К тому же он считает, что после своей смерти в произведении персонаж не обязательно исчезает из истории — некоторые персонажи, такие, как Цезарь Цеппели в JoJo’s Bizarre Adventure, стали бессмертными как раз потому, что умерли.
В диалоге с Кадзуо Койкэ Уробути заявил, что он уклоняется от выбора простых имен, которые соответствовали бы личностям персонажей, и вместо этого выбирает более необычные имена, информацию по которым легче найти в поисковых системах. Кадзуо Койкэ противопоставлял это решение способу наименования персонажей в своих произведениях. Однако он пришёл к выводу, что способ Уробути может быть эффективным и позволит зрителям глубже погрузиться в историю. Кроме того, если Койкэ пытается привлечь внимание читателя с первых страниц манги, то атмосфера в «Девочке-волшебнице Мадоке» не была понятна до третьей серии. Койкэ и Уробути высоко отозвались о творчестве Стивена Кинга.
Гэн Уробути не стесняется использовать и жуткие сексуальные сцены для того, чтобы сделать свои произведения более интересными. Он всегда создаёт персонажей, в чём-то похожих на него, и ещё никогда не создавал полностью чуждого для себя персонажа.

## Работы

### Визуальные новеллы
| Год  | Название                                                                                                   | Разработчик  | Платформы                           |
| ---- | --- | ------------ | ----------------------------------- |
| 2000 | Phantom of Inferno                                                                                         | Nitroplus    | Windows, Mac, DVD-PG, PS2, Xbox 360 |
| 2001 | Vampirdzhija Vjedogonia (яп. 吸血殲鬼ヴェドゴニア)                                                         | Nitroplus    | Windows                             |
| 2002 | Kikokugai: The Cyber Slayer (яп. 鬼哭街)                                                                   | Nitroplus    | Windows, Mac                        |
| 2002 | Hello, world.                                                                                              | Nitroplus    | Windows                             |
| 2003 | Deus Machina Demonbane (яп. 斬魔大聖デモンベイン)                                                          | Nitroplus    | Windows, PS2                        |
| 2003 | Emblem of the Sacred Flame (яп. 浄火の紋章 Дзё:ка но монсё:)                                               | Eerged       | Windows                             |
| 2003 | Saya no Uta (яп. 沙耶の唄)                                                                                 | Nitroplus    | Windows, Android                    |
| 2005 | Togainu no Chi (яп. 咎狗の血)                                                                              | Nitro+chiral | Windows, PS2, PSP, Android, iOS     |
| 2005 | Jingai Makyō (яп. 塵骸魔京)                                                                                | Nitroplus    | Windows                             |
| 2006 | Kishin Hishou Demonbane (яп. 斬魔大聖デモンベイン)                                                         | Nitroplus    | Windows                             |
| 2006 | Lamento -BEYOND THE VOID-                                                                                  | Nitro+chiral | Windows                             |
| 2007 | Tre Donne Crudeli (яп. 続・殺戮のジャンゴ ─地獄の賞金首─ Zoku Satsuriku no Django -Jigoku no Shoukinkubi-) | Nitroplus    | Windows                             |
| 2008 | sweet pool                                                                                                 | Nitro+chiral | Windows, PS Vita                    |
| 2015 | Psycho-Pass: Mandatory Happiness (яп. サイコパス 選択なき幸福 Сайкопасу Сэнтаку наки ко:фуку)              | 5pb.         | Xbox One, PS4, PS Vita, Windows     |

### Манга
- Vampirdzhija Vjedogonia. 2 тома изданы Dragon Comics (Kadokawa Shoten). Август 2001 г, февраль 2002 г. ISBN 4049261774 ISBN 4049261936
- Ancient Misty. 1 том опубликован Dengeki Comics (MediaWorks). 27 августа 2007 г. ISBN 978-4840240178

### Ранобэ
| Название                                           | Иллюстратор                                            | Издатель                                                                                  | Дата выхода |
| -------------------------------------------------- | ------------------------------------------------------ | ----------------------------------------------------------------------------------------- | --- |
| Kikokugai: The Cyber Slayer (яп. 鬼哭街)           | Хигасигути Тюо                                         | Kadokawa Sneaker Bunko (первое издание) Sai Zen Sen Fictions (Star Seas) (второе издание) | 25 декабря 2004 (том 1) Февраль 2005 (том 2) 11 декабря 2013 (второе издание)                                                                                                 |
| ja (яп. 白貌の伝道師)                              | kamiwata (первое издание) Акира Ясуда (второе издание) | Nitroplus Books (первое издание) Sai Zen Sen Fictions (Star Seas) (второе издание)        | 29 декабря 2004 (первое издание) 15 марта 2012 (второе издание) |
| Fate/Zero                                          | Такаси Такэути                                         | Type-Moon Books (первое издание) Sai Zen Sen Fictions (Star Seas) (второе издание)        | первое издание: 29 декабря 2006 31 марта 2007 27 июля 2007 29 декабря 2007 второе издание: 11 января 2011 9 февраля 2011 10 марта 2011 7 апреля 2011 11 мая 2011 10 июня 2011 |
| Black Lagoon (яп. ブラック・ラグーン)              | Рэй Хироэ                                              | Gagaga Bunko                                                                              | 18 июля 2008 (том 1) 18 января 2011 (том 2) |
| Eisen Flügel (яп. アイゼンフリューゲル)            | Хигасигути Тюо                                         | Gagaga Bunko                                                                              | 17 июля 2009 (том 1) 18 декабря 2009 (том 2) |
| Kin no Hitomi to Tetsu no Ken (яп. 金の瞳と鉄の剣) | Юн Кога                                                | Sai Zen Sen Fictions (Star Seas)                                                          | 14 апреля 2011 |

### Аниме

#### Сериалы
| Год  | Название                                        | Студия               | Роль                                            | Эпизоды | Жанр                                               |
| ---- | ----------------------------------------------- | -------------------- | ----------------------------------------------- | ------- | -------------------------------------------------- |
| 2008 | «Блассрейтер»                                   | Gonzo                | Композиция серий, сценарий                      | 24      | Экшн, научная фантастика                           |
| 2009 | Phantom: Requiem for the Phantom                | Bee Train            | Сценарий оригинала, сценарий адаптации          | 26      | Экшн, романтика, трагедия                          |
| 2011 | Puella Magi Madoka Magica                       | Shaft                | Создатель оригинала, композиция серий, сценарий | 12      | Тёмное фэнтези, драма, хоррор                      |
| 2011 | Fate/Zero                                       | Ufotable             | Создатель оригинала                             | 13      | Экшн, фэнтези, хоррор, триллер                     |
| 2012 | Fate/Zero 2 сезон                               | Ufotable             | Создатель оригинала                             | 12      | Экшн, фэнтези, хоррор, триллер                     |
| 2012 | Psycho-Pass                                     | Production I.G       | Концепция истории, композиция серий, сценарий   | 22      | Киберпанк, антиутопия, научная фантастика, триллер |
| 2013 | Gargantia on the Verdurous Planet               | Production I.G       | Концепция истории, композиция серий, сценарий   | 13      | Приключения, научная фантастика, меха              |
| 2014 | Aldnoah.Zero                                    | A-1 Pictures Troyca  | Создатель оригинала, сценарий                   | 12      | Экшн, меха, научная фантастика                     |
| 2014 | Psycho-Pass 2                                   | Tatsunoko Production | Надзор за планированием, концепция истории      | 11      | Киберпанк, антиутопия, научная фантастика, триллер |
| 2015 | Aldnoah.Zero (2 сезон)                          | A-1 Pictures Troyca  | Создатель оригинала                             | 12      | Экшн, меха, научная фантастика                     |
| 2015 | Gunslinger Stratos: The Animation               | A-1 Pictures         | Сценарий оригинала                              | 12      | Экшн, научная фантастика                           |
| 2015 | Chaos Dragon                                    | Silver Link Connect  | Создатель оригинала                             | 12      | Экшн, фэнтези                                      |
| 2015 | Wooser’s Hand-to-Mouth Life: Phantasmagoric Arc | Sanzigen             | Сценарий                                        | 13      | Комедия                                            |
| 2016 | Concrete Revolutio: The Last Song               | Bones                | Сценарий                                        | 11      | Научная фантастика, фэнтези                        |
| 2019 | Obsolete                                        | Buemon               | Создатель оригинала, композиция серий, сценарий | 12      | Меха                                               |

#### Полнометражные
| Год  | Название                                               | Студия           | Жанр                                               |
| ---- | ------------------------------------------------------ | ---------------- | -------------------------------------------------- |
| 2012 | Puella Magi Madoka Magica the Movie Part 1: Beginnings | Shaft            | Тёмное фэнтези, драма, хоррор                      |
| 2012 | Puella Magi Madoka Magica the Movie Part 2: Eternal    | Shaft            | Тёмное фэнтези, драма, хоррор                      |
| 2013 | Puella Magi Madoka Magica the Movie Part 3: Rebellion  | Shaft            | Тёмное фэнтези, драма, хоррор                      |
| 2014 | Expelled from Paradise                                 | Graphinica       | Меха, научная фантастика                           |
| 2015 | Psycho-Pass: The Movie                                 | Production I.G   | Киберпанк, антиутопия, научная фантастика, триллер |
| 2016 | Garm Wars: The Last Druid                              | Production I.G   | Научная фантастика, фэнтези                        |
| 2017 | Godzilla: Planet of the Monsters                       | Polygon Pictures | Кайдзю, Научная фантастика, драма                  |
| 2018 | Godzilla: City on the Edge of Battle                   | Polygon Pictures | Кайдзю, научная фантастика, драма                  |
| 2018 | Godzilla: The Planet Eater                             | Polygon Pictures | Кайдзю, научная фантастика, драма, хоррор          |

### Аудиодрамы
- Kikokugai: The Cyber Slayer (2004) — Сценарист
- Fate/Zero (2008—2013) — Создатель оригинала, сценарист

### Видеоигры
| Год       | Название                                                                                          | Разработчик   | Платформы       |
| --------- | ------------------------------------------------------------------------------------------------- | ------------- | --------------- |
| 2012      | Puella Magi Madoka Magica Portable                                                                | Bandai Namco  | PSP             |
| 2012-2016 | Gunslinger Stratos                                                                                | Byking, Taito | Arcade, Windows |
| 2012      | Take Off! Super Dimensional Trouble Hanafuda Epic Battle (яп. とびたて！超時空トラぶる花札大作戦) | Type-Moon     | PSP             |
| 2016      | Fate/Grand Order                                                                                  | Delightworks  | Android, iOS    |